# Ante Ivas
Ante Ivas (ur. 26 grudnia 1939 w Vodicach) – chorwacki duchowny katolicki, biskup Šibenika w latach 1997-2016.

## Życiorys
Święcenia kapłańskie otrzymał 5 lipca 1964.

## Episkopat
5 lutego 1997 papież Jan Paweł II mianował go biskupem ordynariuszem Šibenika. Sakry biskupiej 19 marca 1997 udzielił mu kard. Franjo Kuharić.